# John Boyd (estrategista militar)
John Richard Boyd (23 de janeiro de 1927 - 9 de março de 1997) foi um piloto de caça da Força Aérea dos Estados Unidos e consultor do Pentágono durante a segunda metade do século XX. Suas teorias têm sido altamente influentes em estratégias e planejamento militares, empresariais e de litígio.
Como parte da Fighter Mafia, Boyd inspirou o programa Lightweight Fighter (LWF), que produziu o General Dynamics F-16 Fighting Falcon e precedeu o McDonnell Douglas F/A-18 Hornet. Boyd, juntamente com Thomas Christie, criou a teoria de energia-manobrabilidade do combate aéreo, que se tornou o padrão mundial para o projeto de aeronaves de caça. Ele também desenvolveu o ciclo de decisão conhecido como loop OODA, o processo pelo qual uma entidade reage a um evento.
Boyd nasceu em 23 de janeiro de 1927, em Erie, Pensilvânia. Ele se alistou nas Forças Aéreas do Exército em 30 de outubro de 1944, quando ainda estava no primeiro ano do ensino médio. Após a formatura, ele completou seu treinamento básico e treinamento de habilidades como mecânico de torres de aeronaves durante os últimos meses da Segunda Guerra Mundial. De janeiro de 1946 a janeiro de 1947, Boyd serviu como instrutor de natação no Japão. Ele alcançou o posto de sargento e serviu na Reserva da Força Aérea até se formar na faculdade. Ele se formou na Universidade de Iowa em 1951 com um diploma de bacharel em economia. Contains "Destruction and Creation". e mais tarde ganhou um segundo diploma de bacharel em engenharia industrial do Instituto de Tecnologia da Geórgia..